# Ро-Яо, Серж-Филипп
Серж-Фили́пп Ро-Яо (фр. Serge-Philippe Raux-Yao; род. 30 мая 1999, Понтуаз) — французский футболист, защитник австрийского клуба «Рапид (Вена)».

## Клубная карьера
Воспитанник французского «Осера». С 2017 года начал выступать за вторую команду клуба в Насьонале 3, пятом по силе футбольном дивизионе Франции. 16 ноября 2019 года впервые сыграл за основную команду. В матче 7-го раунда кубка страны против «Ла Шарите» Ро-Яо вышел в стартовом составе и провел на поле все 90 минут.
6 мая 2020 года перешёл в бельгийский «Серкль Брюгге», с которым подписал четырёхлетний контракт. 31 октября дебютировал в чемпионате Бельгии в игре с «Шарлеруа». На 84-й минуте при счёте 0:3 в пользу соперника он появился на поле вместо Дэвида Бейтса.

## Статистика выступлений

### Клубная статистика
| Выступление      | Выступление      | Выступление      | Лига | Лига | Кубки | Кубки | Конт. кубки | Конт. кубки | Итого | Итого |
| Клуб             | Лига             | Сезон            | Игры | Голы | Игры  | Голы  | Игры        | Голы        | Игры  | Голы  |
| ---------------- | ---------------- | ---------------- | ---- | ---- | ----- | ----- | ----------- | ----------- | ----- | ----- |
| Осер             | Лига 2           | 2019/20          | 0    | 0    | 1     | 0     | 0           | 0           | 1     | 0     |
| Осер             | Итого            | Итого            | 0    | 0    | 1     | 0     | 0           | 0           | 1     | 0     |
| Серкль Брюгге    | Лига Жюпиле      | 2020/21          | 1    | 0    | 0     | 0     | 0           | 0           | 1     | 0     |
| Серкль Брюгге    | Итого            | Итого            | 1    | 0    | 0     | 0     | 0           | 0           | 1     | 0     |
| Всего за карьеру | Всего за карьеру | Всего за карьеру | 1    | 0    | 1     | 0     | 0           | 0           | 2     | 0     |